# Erigone irrita
Erigone irrita är en spindelart som beskrevs av Rudy Jocqué 1984. Erigone irrita ingår i släktet Erigone och familjen täckvävarspindlar. Inga underarter finns listade i Catalogue of Life.